# Blåbärsmott
Blåbärsmott (Ortholepis vacciniella) är en fjärilsart som först beskrevs av Friederike Lienig och Philipp Christoph Zeller 1846.  Blåbärsmott ingår i släktet Ortholepis, och familjen mott. Arten är reproducerande i Sverige.